# 矢田次男
矢田 次男（やだ つぎお、1948年 -）は、日本の弁護士、元検察官。のぞみ総合法律事務所代表。第一東京弁護士会所属。ジャニーズ事務所顧問弁護士。

## 来歴
- 1948年 三重県出身
- 1971年 中央大学法学部卒業
- 1973年 司法試験合格
- 1976年 東京地方検察庁検事任官
- 1989年 東京地方検察庁特捜部検事退官。弁護士登録(第一東京弁護士会)

## 弁護士として担当した主な事件
- SMAP草彅剛泥酔事件（2009年）
- 石原慎太郎元都知事 豊洲問題証人喚問事件（2017年）
- 横綱日馬富士傷害事件（2017年）
- TOKIO山口達也強制わいせつ事件（2018年）